# Medalla del 70.º Aniversario de las Fuerzas Armadas de la URSS
La Medalla del 70.º Aniversario de las Fuerzas Armadas de la URSS (en ruso: Юбилейная медаль «70 лет Вооружённых Сил СССР») es una medalla conmemorativa militar estatal de la Unión Soviética, fue establecida por decreto del Presídium del sóviet Supremo de la URSS del 28 de enero de 1988, para conmemorar el septuagésimo aniversario de la creación de las Fuerzas Armadas Soviéticas.  
Al 1 de enero de 1995, aproximadamente 9.842.160 personas recibieron la medalla del 70.º Aniversario de las Fuerzas Armadas de la URSS.

## Estatuto
La Medalla del 70.º Aniversario de las Fuerzas Armadas de la URSS se otorga a:
- Oficiales, suboficiales, suboficiales y militares en servicio a largo plazo que, para el 23 de febrero de 1988, se encuentren en servicio militar activo en el ejército soviético, la marina, las tropas del Ministerio del Interior de la URSS, tropas y cuerpos de la KGB, dependientes del Consejo de Ministros de la URSS;
- Exguardias Rojos, militares que participaron en las hostilidades para proteger la Patria Soviética en las filas de las Fuerzas Armadas de la URSS, partisanos de la Guerra Civil y la Gran Guerra Patria de 1941-1945;
- Personas que actualmente no se encuentran en servicio militar activo, por estar en la reserva o retiradas, que sirvieron en el ejército soviético, la marina, las tropas del Ministerio del Interior de la URSS, las tropas y los cuerpos de la KGB, dependientes del Consejo de Ministros de la URSS; durante 20 años o más.
- Todos los reclutas que estaban en el personal del Contingente Limitado de Fuerzas Soviéticas en Afganistán (OKSVA) al 23 de febrero de 1988.

Así como todas aquellas personas que durante su período de servicio militar activo, recibieron las siguientes órdenes o medallas de la URSSː
- Medalla al Valor
- Medalla de Ushakov
- Medalla al Servicio Distinguido en la Protección de las Fronteras del Estado
- Medalla al Servicio Distinguido en la Protección del Orden Público
- Medalla de Najímov
- Medalla por Servicio Militar Distinguido.

La medalla era otorgada en nombre del Presídium del Sóviet Supremo de la Unión Soviética por comandantes de unidades, agencias e instituciones militares. Los militares retirados del servicio recibían su medalla, de comisarías militares republicanas, territoriales, regionales, distritales, y municipales.
La Medalla del 70.º Aniversario de las Fuerzas Armadas de la URSS se lleva en el lado izquierdo del pecho y, si hay otras órdenes y medallas de la URSS, se coloca después de la Medalla del 60.º Aniversario de las Fuerzas Armadas de la URSS. Si se usa en presencia de órdenes o medallas de la Federación de Rusia, estas últimas tienen prioridad.

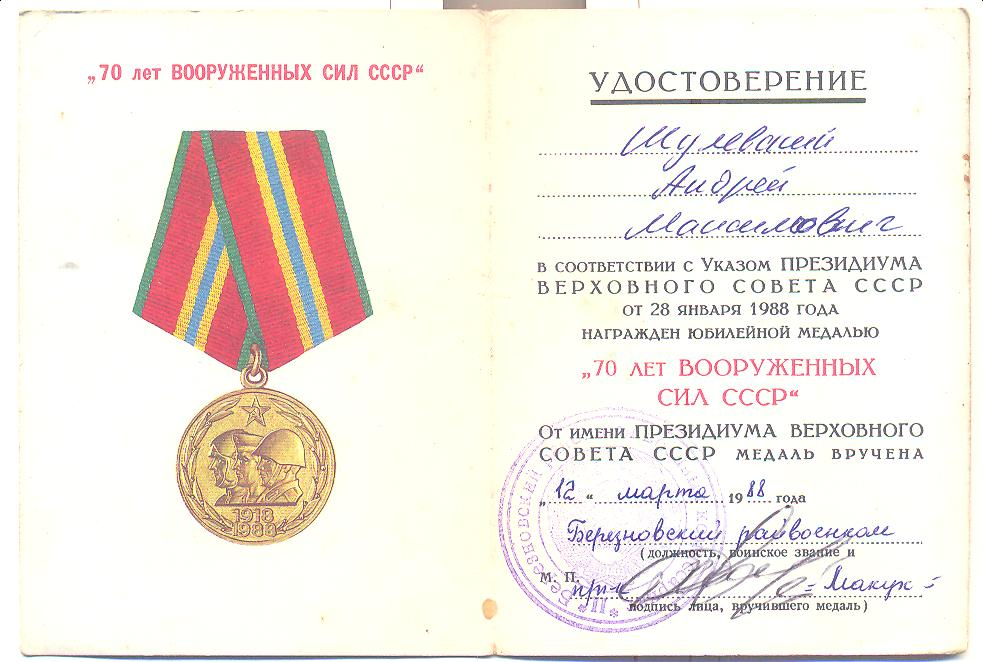
Certificado de concesión de la medalla

Cada medalla venía con un certificado de premio, este certificado se presentaba en forma de un pequeño folleto de cartón de 8 cm por 11 cm con el nombre del premio, los datos del destinatario y un sello oficial y una firma en el interior.

## Descripción

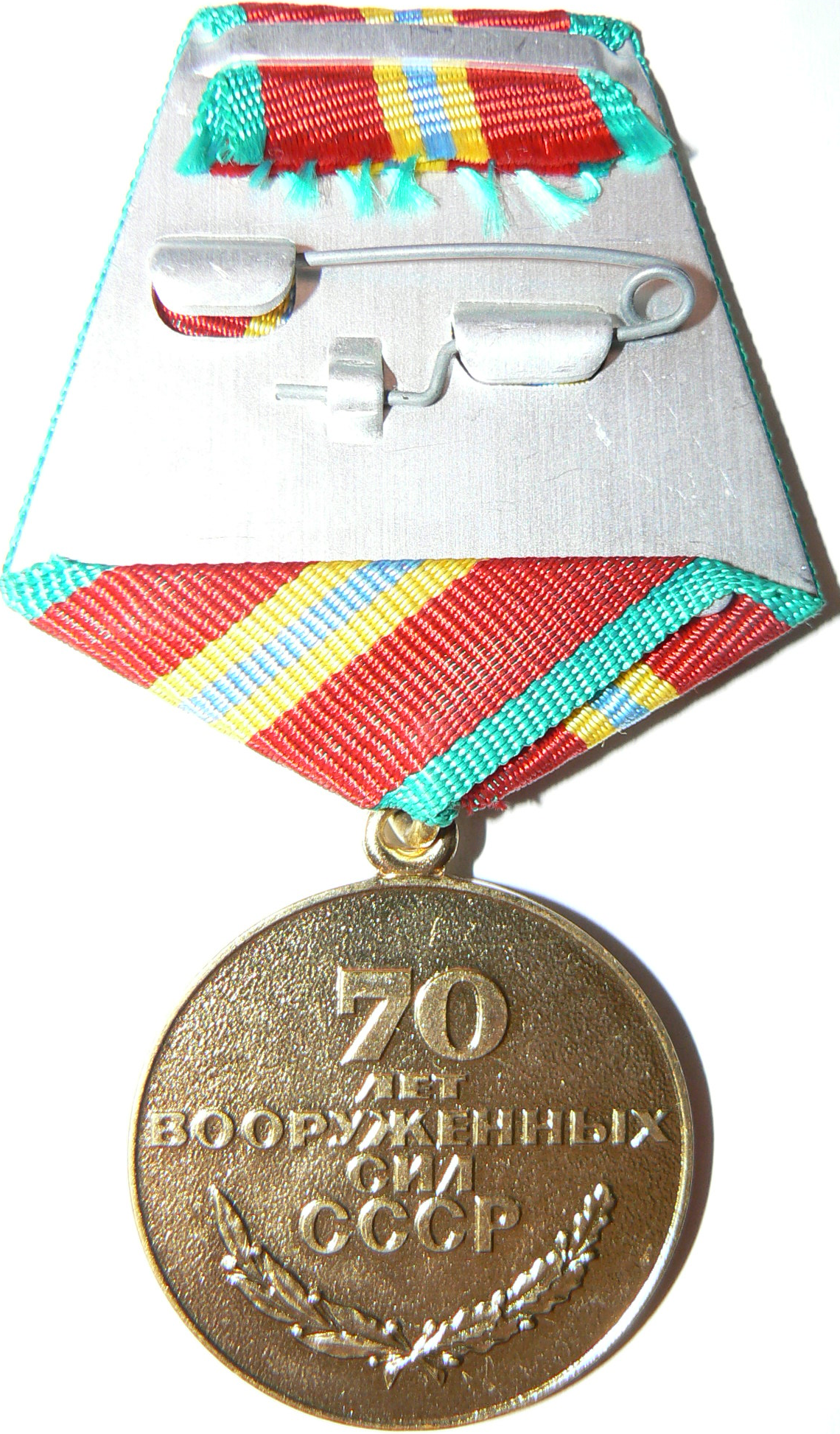
Reverso de la Medalla del 70.º Aniversario de las Fuerzas Armadas de la URSS

La medalla está hecha de latón dorado y tiene la forma de un círculo regular con un diámetro de 32 mm con un borde elevado
En su anverso, en el centro, el relieve dejaba perfiles de busto superpuestos de tres militares soviéticos, un piloto con casco de vuelo a la izquierda, un marinero en el medio, un soldado con casco a la derecha; encima, la imagen en relieve de una estrella de cinco puntas que contiene la hoz y el martillo; debajo de ellos la inscripción en relieve en dos filas “1918” y “1988” superpuesta sobre una corona de roble y laurel que se eleva alrededor de la circunferencia de la medalla y separada en la parte superior por la estrella de cinco puntas.
En el reverso, la inscripción en cinco líneas «70 AÑOS DE LAS FUERZAS ARMADAS DE LA URSS» (en rusoː «70 ЛЕТ ВООРУЖЁННЫХ СИЛ СССР»). Debajo de la inscripción hay una corona de laurel y roble.
La medalla está conectada con un ojal y un anillo a un bloque pentagonal cubierto con una cinta de muaré de seda roja de 24 mm de ancho con franjas de borde verde de 2 mm y una franja azul central de 2 mm bordeada por franjas amarillas de 2 mm.